# Okres Senec
Okres Senec je jeden z okresů Slovenska. Leží v Bratislavském kraji, v jeho jižní části. Na severu hraničí s okresem Pezinok a hlavním městem Bratislavou. Na jihu pak hraničí s okresy Dunajská Streda a Galanta v Trnavském kraji.